# Stapelstaden
Stapelstaden (fi. Tapulikaupunki) är ett delområde i stadsdelarna Skomakarböle och Staffansby i Parkstads distrikt i Helsingfors stad. Stapelstaden ligger vid Stambanan vid Parkstads station. Delområdet Parkstad i stadsdelen Storskog ligger på den motsatta sidan av järnvägen. Nedre Dickursby är ett delområde i Stapelstaden.
Stapelstaden är byggd på de marker som hörde till en jordbruksforskningsstation som fanns på området från 1925 till 1960-talets slut. När verksamheten upphörde började man planera vad man skulle göra med de leriga åkrarna. Ett höghusområde såg dagens ljus på 1970-talet och var planerat högt och tätt. Det blev fyrkantiga betonghus. Nytt var att man anvisade bilarnas parkering skilt från husen så att man kunde skapa gårdar som var bilfria.
Området kallades först Parkstads stations höghusområde, men invånarna började snabbt kalla området Stapelstaden, efter Stapelstadsvägen som gick genom stadsdelen. På 1970-talet blev namnet Stapelstaden officiellt.
Största delen av bebyggelsen härstammar från 1970-talet och början av 1980-talet. På 1990-talet byggdes ett nytt radhus- och höghusområde och på 2000-talet byggde man moderna höghus längs med järnvägen.
De första invånarna börjar bli gamla och antalet barn har minskat. Ett daghem har redan rivits för att ge vika för höghus. Ett annat daghem har stängt.
Ishockeyspelaren Jere Karalahti växte upp i Stapelstaden.

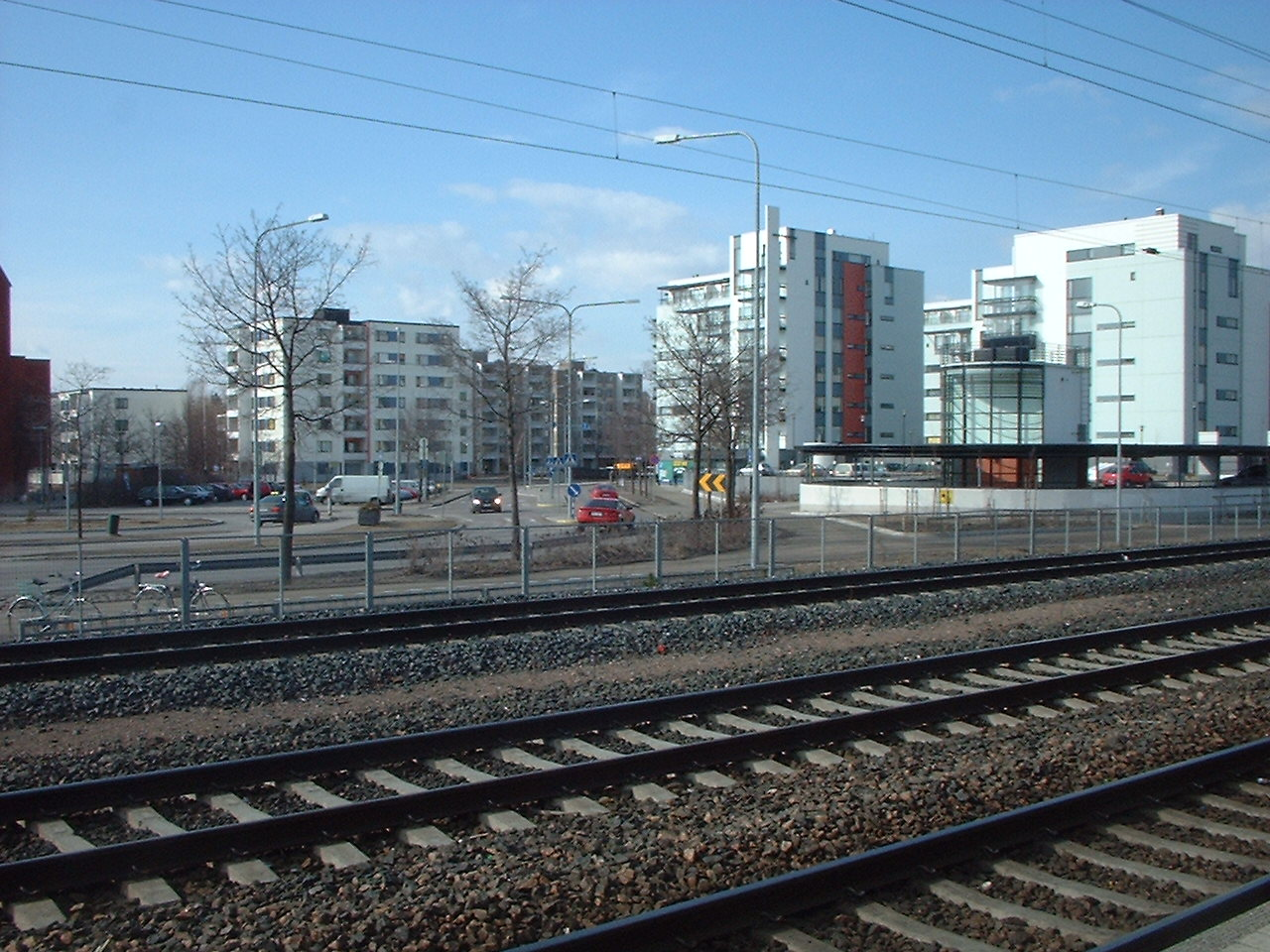
Bebyggelsen kring stationen.